# Stazione di Nichelino
La stazione di Nichelino è una fermata ferroviaria posta sulla linea Torino-Pinerolo, a servizio dell'omonimo comune.

## Storia
La fermata di Nichelino entrò in servizio con l'attivazione della linea Torino-Pinerolo, il 5 luglio 1854.
All'inizio era gestita dal Genio Militare Ferrovieri ed era solamente costituita da un casello. Passata sotto la gestione delle Ferrovie di Stato, essa fu trasformata nell'attuale fermata ferroviaria, con la fermata dei convogli per effettuare il servizio passeggeri.

## Strutture e impianti

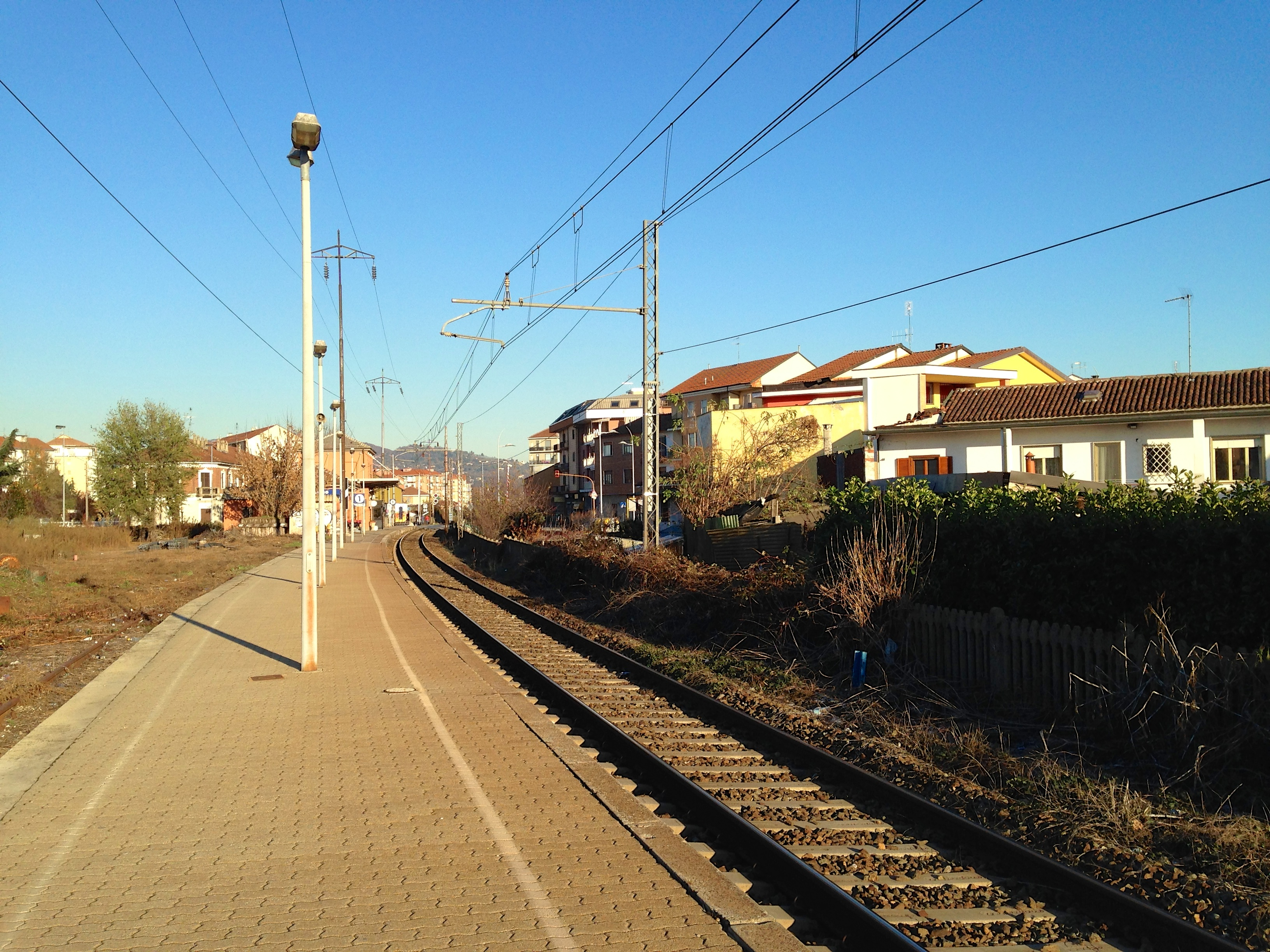
La banchina e il binario della fermata

La fermata è dotata del solo binario di corsa della linea, servito da un'apposita banchina. Dall'altro lato di quest'ultima sono presenti i resti, ormai quasi completamente interrati, di un binario tronco, utilizzato fino a data imprecisata presumibilmente a servizio dello scalo merci.
La fermata è dotata di quattro strutture. Il fabbricato viaggiatori è quella più grossa, sviluppata su due piani. Il piano terra è occupato principalmente dall'ufficio movimento, che si estrude mediante una cabina in vetro e metallo presso la banchina. Il primo piano fu invece l'abitazione del casellante, in seguito sostituito dal capostazione; tale piano risulta disabitato e in stato di abbandono, anche per via di alcuni atti di vandalismo che ne hanno imbrattato muri ed infissi esterni. Le pareti che si rivolgono verso la banchina e l'ingresso fungono da appoggio per una grossa copertura metallica che funge da protezione per alcuni servizi ai viaggiatori quali due monitor LED per la segnalazione di arrivi e partenze, un'obliteratrice, una panchina per l'attesa e un pannello informativo per l'utenza, sul quale vengono apposti gli orari in versione cartacea. Presso l'ingresso, protetta da un'ulteriore tettoia, è presente una biglietteria automatica.
La seconda struttura, posta a lato del FV, consiste in uno stabile sviluppato su un solo piano parte del quale è occupato da una sala d'attesa. Sono presente poi altri due edifici di dimensioni minori dei quali uno addossato alla struttura ospitante la sala d'attesa e l'altro costituito da una cabina a forma di parallelepipedo usata per ospitare alcune apparecchiature per la gestione del traffico sulla linea.

## Movimento
La fermata è servita quotidianamente da 22 coppie di treni della linea SFM2 del servizio ferroviario metropolitano di Torino.

## Servizi
La stazione, che RFI classifica nella categoria "Bronze", dispone dei seguenti servizi:
- Biglietteria automatica
- Sala di attesa

## Interscambi
Presso la fermata sono attuati i seguenti interscambi:
- Fermata autobus

Nelle vicinanze della stazione è presente l'interscambio con le linee urbane di Torino numero 14, 35 e 35N.